# Georges Tendeng
Georges Tendeng (1943-2010) est un homme politique sénégalais originaire de Casamance, enseignant de formation. Membre du Parti démocratique sénégalais (PDS), il était député depuis 2001 et occupa plusieurs fonctions ministérielles sous la présidence d'Abdoulaye Wade. Diola chrétien, il était également actif dans le milieu associatif.

## Biographie
Georges Tendeng naît en 1943 dans le Bandial, une région historique de Basse-Casamance, située à l'ouest de Ziguinchor. Entre 1950 et 1956 il fréquente l'école élémentaire Jean Kandé à Ziguinchor, puis le collège technique André Peytavin de Saint-Louis, enfin le lycée Maurice Delafosse à Dakar. 
D'abord instituteur, il poursuit des études et devient inspecteur de l'Enseignement.
En 1974 il rejoint le Parti démocratique sénégalais (PDS), alors parti d'opposition.
Georges Tendeng est élu député à deux reprises, en 2001 et en 2007. Il est cependant amené à écourter son premier mandat lorsqu'il est appelé au gouvernement.
Le 5 novembre 2002, le Premier ministre Idrissa Seck le nomme ministre délégué auprès du ministre de l'Éducation, chargé de la Formation professionnelle publique et privée, de l'Alphabétisation et des Langues nationales, poste qu'il conserve lors du remaniement ministériel du 25 août 2003.
Il est nommé ministre de l'Enseignement technique et de la Formation professionnelle dans le Premier gouvernement de Macky Sall formé le 21 avril 2004. Il est reconduit dans ses fonctions le 23 novembre 2006 dans le Second gouvernement de Macky Sall.
Réélu député en 2007, membre du groupe Libéral et démocratique, il occupait le poste de président de la Commission santé, population, affaires sociales et solidarité nationale au sein de l’Assemblée nationale.
Après quelques jours d'hospitalisation, il meurt le 19 avril 2010 à l’hôpital Aristide Le Dantec de Dakar.
Georges Tendeng était père de cinq enfants.